# Trofeo Karlsberg 2009
Die 22. Trofeo Karlsberg war ein Rad-Etappenrennen durch den Saar-Pfalz-Kreis im Saarland. Es wurde auch in diesem Jahr als eines von sieben und einziges deutsches Rennen des Rad-Nationencups der Junioren ausgetragen. Gestartet wurde das Etappenrennen am 11. Juni 2009 in Blieskastel und es ging nach 421 Kilometern am 14. Juni 2009 in Herbitzheim zu Ende.

## Teilnehmende Mannschaften
Nationalmannschaften
- Belgien
- Dänemark
- Deutschland-Bahn
- Deutschland-Straße
- Frankreich
- Italien
- Japan
- Kasachstan
- Niederlande
- Norwegen
- Österreich
- Portugal
- Russland
- Slowenien
- Slowakei
- Spanien
- Südafrika
- Tschechien
- Ukraine
- USA
- Belarus

## Etappen
| Datum    | Strecke                         | km    | Etappensieger    | Zweiter          | Dritter                  | Gesamtführender  |
| -------- | ------------------------------- | ----- | ---------------- | ---------------- | ------------------------ | ---------------- |
| 11. Juni | Blieskastel – Wittersheim       | 105,0 | Barry Markus     | Daniel Freitas   | Matwei Subow             | Barry Markus     |
| 12. Juni | Völklingen – Großrosseln        | 078,0 | Tijmen Eising    | Nikias Arndt     | Emil Hovmand             | Tijmen Eising    |
| 13. Juni | Böckweiler – Altheim (EZF)      | 011,7 | Dylan van Baarle | Nathan Brown     | Michael Valgren Andersen | Dylan van Baarle |
| 13. Juni | Homburg – Blieskastel – Homburg | 089,0 | Bruno Zana       | Mark Džamastagič | Luca Wackermann          | Dylan van Baarle |
| 14. Juni | Niedergailbach – Herbitzheim    | 138,0 | Emil Hovmand     | Barry Markus     | Bruno Zana               | Emil Hovmand     |